# Níkel (Adiguesia)
Nikel (del ruso: Никель) es un pueblo (posiólok) deshabitado del raión de Maikop en la república de Adiguesia de Rusia. Está situada a orillas del Bélaya, afluente del Kubán, 38 km al sur de Tulski y 48 km al sur de Maikop, la capital de la república.

## Economía e historia
Fue llamado así por el elemento químico (Ni), que forma parte de los filones que yacen en las montañas de los alrededores. En el pueblo están situadas una base biológica y geológica de la Universidad Federal del Sur y el lugar de descanso Bélaya Rechka («Белая речка»). Además de las instalaciones de la universidad, hay alojamientos turísticos.